# NGC 2959
NGC 2959 este o galaxie LINER situată în constelația Ursa Mare. A fost descoperită în 28 octombrie 1831 de către John Herschel.